# 汉斯·伯克-贝伦斯
汉斯·伯克-贝伦斯（Hans Karl August Boeckh-Behrens，1898年11月27日－1955年2月13日）是一位二战期间的纳粹德国德國国防军将领，曾出任第32步兵师师长並获颁騎士鐵十字勳章。他在1945年5月向苏军投降，1955年2月13日死在战俘营中。